# VI всемирный конгресс эсперантистов

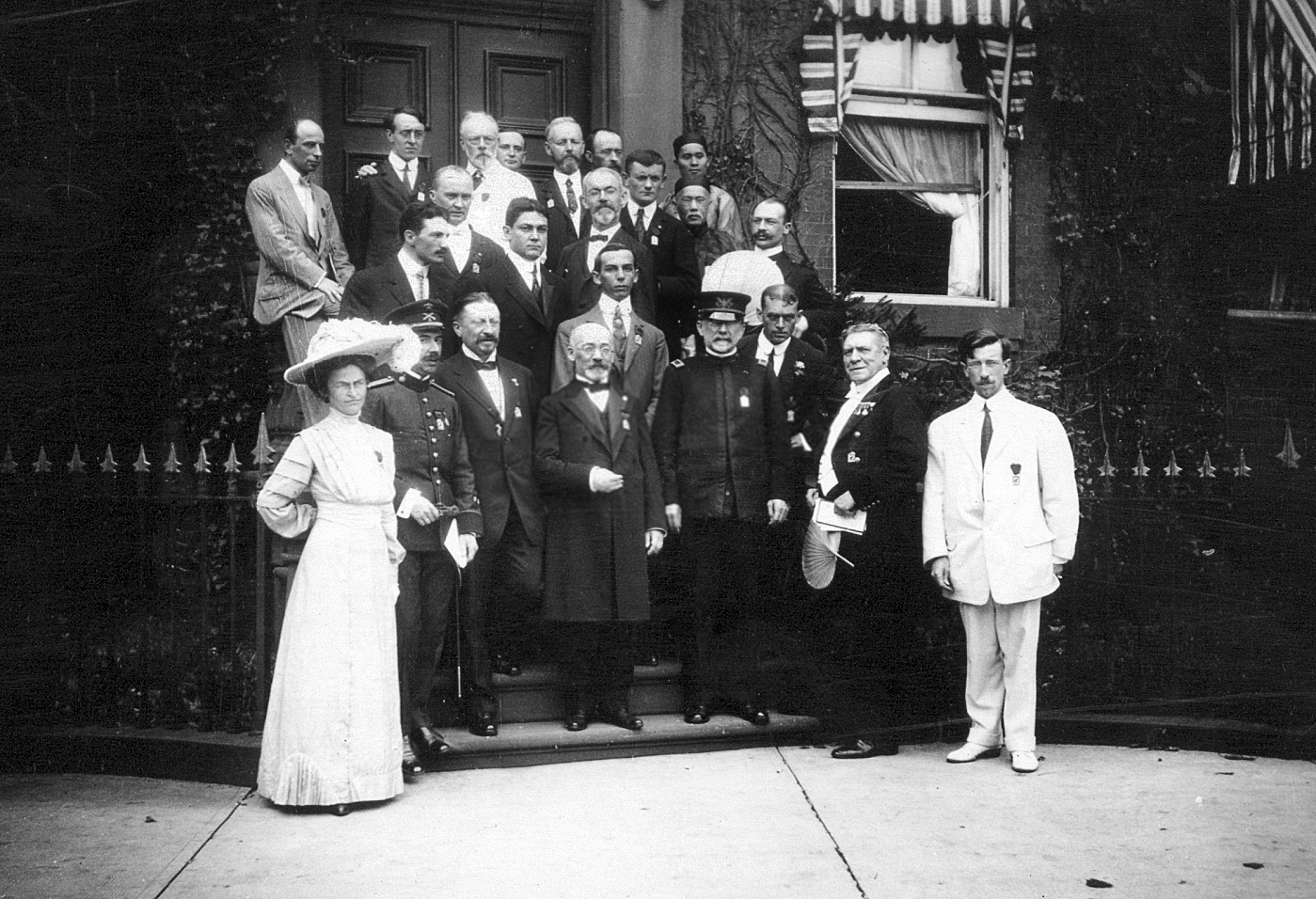
Участники конгресса

VI Всемирный конгресс эсперантистов был проведён в Вашингтоне, США в 1910 году.
Это был первый всемирный эсперанто-конгресс, состоявшийся за пределами Европы. В нём приняло участие 357 эсперантистов из 20 стран, включая создателя эсперанто доктора Л.Заменгофа. Участников конгресса принял тогдашний государственный секретарь США Ф. Ч. Нокс.
Среди участников конгресса был также официальный представитель Министерства торговли и промышленности Российской империи, знаменитый русский эсперантист A. A. Постников.
В ходе конгресса была проведена первая встреча «Универсальной лиги».
Культурная программа конгресса включала представление на эсперанто комедии У.Шекспира Как вам это понравится (эсп. Kiel plaĉas al vi) в переводе с английского Айви Келлерман, хотя актёры, исполнявшие пьесу, не совсем владели эсперанто.

## Отражение в художественной литературе
- Mikaelo Bronŝtejn. Dek tagoj de kapitano Postnikov. — Тихвин, 2004. — ISBN 5860380275.